# Lope Díaz III d'Haro
Lope Díaz III d'Haro (? - Alfaro, 8 de juny de 1288), fill de Diego López III d'Haro i Constança de Bearn, va ser el vuitè senyor de Biscaia entre els anys 1254 i 1288.

## Vida
Va encarregar-se del senyoriu de Biscaia sent encara menor d'edat, després de la defunció del seu pare i com aquest havia tingut disputes amb el rei de Castella Alfons X el Savi, fins i tot fins al punt de canviar de senyor, posant-se sota les ordres de rei de Navarra, Lope va ser dut pels seus tutors a Estella el 1255 per a oferir igualment els seus serveis al rei navarrès.
Més endavant hagué de reconciliar-se amb el rei de Castella, perquè aconseguí que li confirmés els privilegis sobre Haro que el seu pare havia perdut i va ser armat cavaller per Fernando de la Cerda primogènit d'Alfons X. Després de la mort de Ferran en 1275 el seu fill Alfons de la Cerda i el seu germà Sanç es van començar a disputar la successió del regne de Castella. Lope va decidir donar suport Sanç, que al principi tenia també el suport d'Alfons, però el 1282 aquest va passar a donar suport al seu net, privant Lope del senyoriu d'Haro, en favor de l'infant Jaume, qui moriria el 1283 als divuit anys, raó per la qual és probable que no arribés a prendre possessió.
En morir Alfons X el 4 d'abril de 1284, Sanç va ser nomenat rei de Castella. Aquest estava casat amb María de Molina, germana de la dona de Lope Díaz III, per la qual cosa, el senyor de Biscaia era cunyat del rei Sanç. Això va donar a Lope un gran poder, nomenant-li aquest Majordom Real, Canceller i Alferes Major, juntament amb la devolució d'Haro i el govern de tota la regió, des de Burgos al Cantàbric. En 1287 és regent del regne al costat del bisbe d'Astorga. La desmesurada ambició de Lope provocà les protestes d'altres nobles i va provocar molts problemes al rei Sanç IV de Castella. Trobant-se aquest a Alfaro el 8 de juny de 1288 va convocar entre altres nobles a l'Infant Joan i Lope, per a reclamar-los els castells que li havien usurpat. Enverinada la discussió, va ordenar que capturessin al d'Haro. Aleshores aquest ... se levantó mucho asina e dijo: "¿Presos? ¿Cómo? ¡A la merda! ¡Oh, los míos!" e metió mano a un cuchillo e dejóse ir para la puerta donde estaba el Rey el cuchillo sacado e la mano alta ... ballesteros e caballeros, veyendo que el Conde iva contra el Rey, firieron al Conde, e diéronle con una espada en la mano, e cortáronsela, e cayó luego la mano en tierra con el cuchillo; e luego diéronle con una maza en la cabeza, que cayó en tierra muerto.

## Descendència
Va estar casat amb Juana de Molina amb qui va tenir dos fills. Diego López IV d'Haro i María Díaz I d'Haro.